# تیانوو (استان دوبریچ)
تیانوو (به بلغاری: Tyanevo) یک منطقهٔ مسکونی در بلغارستان است که در شهرستان دوبریچکا واقع شده‌است.